# Correbidia notata
Correbidia notata är en fjärilsart som beskrevs av Butler 1878. Correbidia notata ingår i släktet Correbidia och familjen björnspinnare. Inga underarter finns listade i Catalogue of Life.